# Distrikt Tarica
Der Distrikt Tarica liegt in der Provinz Huaraz in der Region Ancash in West-Peru. Der Distrikt wurde am gegründet. Er besitzt eine Fläche von 117 km². Beim Zensus 2017 wurden 6959 Einwohner gezählt. Im Jahr 1993 lag die Einwohnerzahl bei 4743, im Jahr 2007 bei 5394. Die Distriktverwaltung befindet sich in der 2802 m hoch gelegenen Ortschaft Tarica mit 1517 Einwohnern (Stand 2017). Tarica liegt 14 km nordnordwestlich der Provinzhauptstadt Huaraz.

## Geographische Lage
Der Distrikt Tarica liegt an der Westflanke der Cordillera Blanca im äußersten Nordosten der Provinz Huaraz. Der Río Santa fließt entlang der westlichen Distriktgrenze nach Norden. Die Gipfel Nevado Yanaraju und Nevado Toclla liegen an der nördlichen bzw. östlichen Distriktgrenze.
Der Distrikt Tarica grenzt im Süden an den Distrikt Independencia, im Westen an den Distrikt Jangas, im Nordwesten an die Distrikte Yungar und Pariahuanca (beide in der Provinz Carhuaz), im Norden und im Nordosten an den Distrikt San Miguel de Aco (ebenfalls in der Provinz Carhuaz).